# 查德·賀利
查德·梅雷迪斯·賀利（英語：Chad Meredith Hurley，1977年1月24日—）是一名美國網站管理員和商人，擔任YouTube的顧問和前執行長。他也是MixBit的聯合創立人。2006年6月，他在《Business 2.0》的「當前最重要的50人」名單中被評為第28位。2006年10月，他和陳士駿以16.5億美元將YouTube賣給Google。賀利曾在eBay的PayPal部門工作，他的任務之一是設計最初的PayPal標誌，之後與PayPal的同事陳士駿和賈德·卡林姆共同創立了YouTube。賀利主要負責YouTube的標籤和影片分享方面的工作。